# Hurius pisac
Hurius pisac là một loài nhện trong họ Salticidae.
Loài này thuộc chi Hurius. Hurius pisac được María Elena Galiano miêu tả năm 1985.